# The Binding of Isaac
„The Binding of Isaac“ е компютърна видеоигра, създадена от Edmund McMillen и Florian Himsl. Тя е пусната в Steam на 28 септември 2011 г. Играчите контролират голо плачещо дете на име Исак или един от другите 6 герои. След като майка му получава заповед от Господ да пожертва живота на сина си като доказателство за нейната вяра, Исак бяга в пълното с чудовища мазе за да се опита да спаси живота си.
На 1 ноември 2011 г., играта е добавена към Humble Indie Bundle като част от Humble Voxatron Debut. Играта и DLCто и след това бяха добавени в Humble Indie Bundle 7. Конзолните версии, които включват неща невъзможни за имплиментиране във Flash се разработват от McMillen.
Заглавието и историята и са отпратка към библейската история за жертвоприношението на Исаак

## Геймплей
„The Binding of Isaac“ е 2D action-adventure game, в която играча контролира Исак или един от другите 6 героя докато обикаля из тъмниците в мазето под стаята на Исак.

## DLC
На 28 май 2012 г. в Steam е пуснато платено DLC с името „Wrath of the Lamb“.